# Маєток Рекк
Маєток Рекк — відомий ще по іншою назвою як «Будинок з левами», побудований в 1897 році за замовленням Вільгельміни (Мінни) Іванівни Рекк, дружини відомого підприємця Якова Андрійовича Рекка, глави Товариства Никольских рядів і засновника Московського торгово-будівельного акціонерного товариства — однієї з найбільших домобудівних фірм дореволюційної Росії.

## Історія
Маєток фон Рекк відомий як ще «Будинок з левами на П'ятницькій». Створив архітектор С. В. Шервуд в 1897р, для М. Рекк. У той час землі належали секунд-майору П. А. Бахтіну. Потім в 1836 році володіння купила титулярна радниця І. Маркова.
1896 за проектом С. Шервуда початку споруду нової будівлі в стилі еклектики з використанням класичних і давньоруських архітектурних елементів.
У 1897 році Маєток купила Мінна Іванівна Рекк, подала прохання до Міської Управу про дозвіл побудувати двоповерхову будівлю за новим проектом С. В. Шервуда.
У 1917 році в особняку розмістився Замоскворецький райком партії більшовиків, з секретарем Розалія Землячка.
Після революції Маєток націоналізували. 19 червня 1918 В. І. Ленін в цій будівлі брав участь у роботі зборів партійних осередків заводів замоскворецкого району.. Потім будівлю були різні організації, також майстерні інституту «Моспроект-3».
У 1980 будівля отримала статус пам'ятка архітектури федерального значення.
У 1990-2000-і роки проводилися урочисті заходи.
У квітні 2012 року права на управління маєтком отримало Міністерство енергетики РФ, яке повинно провести тут реставраційні роботи, зберігши зовнішній вигляд і історичні інтер'єри пам'ятника.